# Paramesia alhamana
Paramesia alhamana is een vlinder uit de familie bladrollers (Tortricidae). De wetenschappelijke naam is voor het eerst geldig gepubliceerd in 1933 door A. Schmidt.
De soort komt voor in Europa.